# Gran Sinagoga d'Orà
La Gran Sinagoga d'Orà (en àrab: معبد وهران العظيم) va ser construïda i consagrada el 1880 per iniciativa de Simon Kanoui, però no es va inaugurar fins al 1918. També coneguda com a temple israelita, està situada a l'antic bulevard Joffre, actualment bulevard Maata Mohamed El Habib. Va ser una de les sinagogues més grans i més destacades del nord d'Àfrica.
Després de la fi de la dominació francesa, el 1963 es va promulgar el codi de nacionalitat de la recentment independitzada Algèria, en virtut del qual només es va concedir la ciutadania als musulmans i tan sols es va permetre convertir-se en ciutadans del nou estat als individus els pares i els avis paterns dels quals tinguessin estatut personal musulmà. La minoria jueva es va haver d'exiliar i només uns quants es van quedar. La sinagoga va ser confiscada i convertida en mesquita en 1975.